# Juan Caramuel y Lobkowitz
Juan Caramuel y Lobkowitz (sau Juan Caramuel de Lobkowitz, n. 23 mai 1606 la Madrid - d. 8 septembrie 1682 la Vigevano) a fost un călugăr iezuit spaniol, filozof scolastic, matematician și scriitor.
În ceea ce privește știința, s-a ocupat de criteriile de divizibilitate a numerelor și de alte sisteme de numerație, de tratarea jocurilor cu noroc și a pariurilor cu scopul de a rezolva controversele juridico-teologice legate de legitimitatea pariurilor, de responsabilitate.
S-a ocupat și de extinderea analizei combinatorice.
A murit ca episcop de Vigevano.

## Scrieri
- 1670: Matematica totodată veche și nouă
- Dubla matematica
- 1659: Pharus scientiorum.